# Zvečaj
 Ovo je glavno značenje pojma Zvečaj. Za tvrđavu u BiH pogledajte Tvrđava Zvečaj.
Zvečaj je naselje u Republici Hrvatskoj, u sastavu Grada Duge Rese, Karlovačka županija. 

## Stanovništvo
Prema popisu stanovništva iz 2001. godine, naselje je imalo 226 stanovnika te 74 obiteljskih kućanstava.
Prema popisu stanovništva iz 2021., naselje je imalo 175 stanovnika.
Iako ima stalnih stanovnika, značajan je broj kuća za odmor.
| broj stanovnika |       |       |       |       |       |       |       |       |       |       |       | 441   | 484   | 470   | 226   | 203   | 175   |
|                 | 1857. | 1869. | 1880. | 1890. | 1900. | 1910. | 1921. | 1931. | 1948. | 1953. | 1961. | 1971. | 1981. | 1991. | 2001. | 2011. | 2021. |

## Šport
- NK Mrežnica, nogometni klub